# Le Printemps à Moscou

Le Printemps à Moscou (Весна в Москве) est un film soviétique d'après la pièce de Viktor Goussev créée au Nouveau théâtre (Lensoviet) de Léningrad. Il traite de la vie de la jeunesse soviétique d'après-guerre. Le film est sorti le 1er avril 1953 sur les écrans de l'URSS.

## Fiche technique
- Auteur de la pièce : Viktor Goussev
- Scénaristes et réalisateurs : Nadejda Kocheverova et Iossif Kheifitz
- Opérateurs : Beniamine Levitine, Sergueï Ivanov
- Directeur artistique : Semion Malkine
- Compositeur de la musique : Alexeï Jivotov
- Son : Alexandre Becker
- Couleur : noir et blanc
- Studio de réalisation : Lenfilm
- Durée : 108 min.
- Langue : russe
- Année : 1953[1]

## Synopsis
La jeune historienne Nadejda Kovrova, ayant brillamment passé son premier diplôme universitaire, tourne le dos à ses amis, ne peut se mettre à rédiger son rapport de maîtrise, et rate son examen. Frappée par son échec, l'héroïne trouve le soutien de sa bande d'amis.

## Distribution
- Galina Korotkevitch : Nadejda Kovrova[1]
- Vladimir Petrov : Mikhaïl Garanine
- Iouri Boublikov : Yacha
- Anatoli Kouznetsov : Krylov
- Vladimir Taskine : Petrov / Rybkine, académicien
- Lev Chostak : Zdonov, dozent
- Anatoli Abramov : directeur du foyer d'étudiants
- Georgui Antchitz : Souzdaltsev
- Alexandra Trichko : tante Macha
- Sabina Souïkovskaïa : la dame
- Igor Mikhaïlov : Rossignol Ier
- Vsevolod Kouznetsov : Rossignol II
- Viktor Birtsev : Rossignol III
- Lioudmila Ponomariova : Katia
- Nikolaï Loukinov : le milicien (policier)